# Inteligencia corporal cinestésica
La inteligencia corporal cinestésica corresponde a una de las inteligencias del modelo propuesto por Howard Gardner en la teoría de las inteligencias múltiples.

## Características
La inteligencia corporal cinestésica o kinestésica es la capacidad de unir el cuerpo y la mente para lograr el perfeccionamiento del desempeño físico. Comienza con el control de los movimientos automáticos y voluntarios, avanza hacia el empleo del cuerpo de manera altamente diferenciada y competente.
Permite al individuo manipular objetos y perfeccionar las habilidades físicas. Se manifiesta en los atletas, los bailarines, los cirujanos y los artesanos. En la sociedad occidental, las habilidades físicas no cuentan con tanto reconocimiento como las cognitivas, aun cuando en otros ámbitos la capacidad de aprovechar las posibilidades del cuerpo constituye una necesidad de supervivencia, así como también una condición importante para el desempeño de muchos roles prestigiosos.
También existe la habilidad cinestésica expresada en movimientos pequeños, por lo que podemos admirar esta capacidad en personas que se dedican a la joyería, mecánicos o que se dedican al cultivo de distintas artesanías y trabajos manuales. La escuela tradicional no le da suficiente importancia a este tipo de inteligencia, se le dedican una o dos horas semanales a las actividades que la desarrollan y es una manera de formar socialización, la estimulación sensoriomotriz no solo sirve a nivel físico sino que permite mayor desarrollo cognitivo.